# Кіреєвка (Ростовська область)
Кіреєвка — хутір в Октябрському районі Ростовської області Росія.
Входить до складу Артемовського сільського поселення.
Населення — 1072 осіб (2010 рік).

## Географія
Хутір розташовано над річкою Кадамовка (центр на лівому березі).

## Історія
Заснований в 1801 році багатим донським поміщиком Кірєєвим.
За переписом населення у 1915 році в хуторі Кірєєво-Кадамовськом (так він тоді називався) юрту Роздорської станиці над річкою Кадамовка значилося: 162 дворів, 2641 десятин землі, 324 осіб (117 чоловіків, 207 жінок), за 32 версти від Новочеркаська та за 14 версти від Шахтної станції.

## Пам'ятки
- Давнє Поселення Кірєєвка-2.
- Церква Георгія Побєдоносця